# Pascale Montreuil
Pascale Montreuil, née le 17 septembre 1975, est une chanteuse et comédienne canadienne. Elle a doublé plus de cent cinquante films, séries et publicités en français, elle est notamment la voix québécoise d'Helena Bonham Carter, Elizabeth Reaser, Emma Stone, Sarah Jessica Parker, Melissa McCarthy, Diane Kruger et Gabourey Sidibe. Elle est la conjointe du comédien Normand D'Amour.

## Biographie
Pascale Montreuil est une artiste multidisciplinaire qui œuvre dans le milieu depuis plus de 20 ans. On a pu la voir au théâtre, entre autres, dans la pièce Le vertige à l'Espace GO du 9 septembre 2014 au 4 octobre 2014 une mise en scène de Luce Pelletier, dans Amadeus de Peter Shaffer au théâtre Jean Duceppe (mise en scène de René Richard Cyr), dans Lortie (m.e.s Daniel Brière, dans La bonne âme du Se-Tchouan (m.e.s Lorraine Pintal) et dans Les secrets de la petite Italie (m.e.s Monique Duceppe). Souriant à l'univers de la comédie musicale depuis un bon moment (Pied de Poule, Frères de sang, Muguette Nucléaire), elle était aussi de la distribution du Blues de la métropole (m.e.s Serge Denoncourt), des Filles de Caleb (m.e.s Yvon Bilodeau) et de Backstage ou le jour du 50ème où elle agit aussi à titre de productrice (Noyau Productions).

## Doublage

### Cinéma

#### Films
| - Helena Bonham Carter dans : - Harry Potter et l'Ordre du phénix (2007) : Bellatrix Lestrange - Harry Potter et le Prince de sang-mêlé (2009) : Bellatrix Lestrange - Alice au pays des merveilles (2010) : Iracebeth, la Reine Rouge - Harry Potter et les reliques de la mort: 1re partie (2010) : Bellatrix Lestrange - Harry Potter et les reliques de la mort: 2e partie (2011) : Bellatrix Lestrange - Ombres et ténèbres (2012) : Dr Julia Hoffman - Les Suffragettes (2015) : Edith New - Elizabeth Reaser dans : - La Famille Stone (2005) : Susannah Stone Trousdale - Twilight : La Fascination (2008) : Esmée Cullen - La Saga Twilight : Hésitation (2010) : Esmée Cullen - La Saga Twilight: Révélation - Partie 1 (2011) : Esmée Cullen - La Saga Twilight: Révélation - Partie 2 (2012) : Esmée Cullen - Emma Stone dans : - Hanté par ses ex (2009) : Allison Vandermeersh - Zombieland (2009) : Wichita - Marmaduke (2010) : Mazie - Un amour fou (2011) : Hannah Weaver - Escouade Gangster (2013) : Grace Faraday - Sarah Jessica Parker dans : - Sexe à New York (2008) : Carrie Bradshaw - Où sont passés les Morgan ? (2009) : Meryl Morgan - Sexe à New York 2 (2010) : Carrie Bradshaw - Je ne sais pas comment elle fait (2011) : Kate Reddy - Paula Patton dans : - Miroirs (2008) : Amy Carson - Mission impossible : Protocole Fantôme (2011) : Jane Carter - Quitte ou double (2013) : Deb Rees - Kate Bosworth dans : - Bobby Darin (2004) : Sandra Dee - Le Retour de Superman (2006) : Lois Lane - La voie du guerrier (2010) : Lynne - Rebecca Hall dans : - Question à 10 (2006) : Rebecca Epstein - Le Portrait de Dorian Gray (2009) : Emily Wotton - Iron Man 3 (2013) : Dr Maya Hansen - Naomie Harris dans : - Pirates des Caraïbes : Le Coffre du Mort (2006) : Tia Delma - Pirates des Caraïbes : Jusqu'au bout du monde (2007) : Tia Delma - Ninja Assassin (2009) : Mika - Olga Kurylenko dans : - Max Payne (2008) : Natasha - L'Oubli (2013) : Julia Rusakova - Vampire Académie (2014) : Directrice Kirova - Melissa McCarthy dans : - Demoiselles d'honneur (2011) : Megan Price - Vol d'identité (2013) : Diana - Lendemain de veille 3 (2013) : Cassie - Carnage chez les Joyeux Touffus (2018) : Connie Edwards - Carey Mulligan dans : - Orgueil et Préjugés (2005) : Kitty Bennet - Wall Street : L'argent ne dort jamais (2010) : Winnie Gekko - Gatsby le Magnifique (2013) : Daisy Buchanan - Amy Poehler dans : - Les Rois du patin (2007) : Fairchild Van Waldenberg - Monsieur Woodcock (2007) : Maggie - Hamlet 2 (2008) : Cricket Feldstein - Gabourey Sidibe dans : - La Véritable Precious Jones (2009) : Precious Jones - Cambriolage dans la tour (2011) : Odessa - Les Psychopathes (2012) : Sharice - Laura Prepon dans : - Un beau matin (2006) : Kim - Karla (2006) : Karla Homolka - Naomi Watts dans : - 21 Grammes (2003) : Cristina Peck - Promesses de l'ombre (2007) : Anna Khitrova - Destin de femmes (2009) : Elizabeth - Michelle Williams dans : - Souvenirs de Brokeback Mountain (2005) : Alma del Mar - Blue Valentine : Une histoire d'amour (2010) : Cindy Periera - Une semaine avec Marilyn (2011) : Marilyn Monroe - Asia Argento dans : - Le Ravisseur (2005) : Gina - Marie-Antoinette (2006) : la comtesse du Barry - Morena Baccarin dans : - Serenity (2005) : Inara - La Porte des étoiles : L'Arche de la vérité (2008) : Adria (Stargate) - Bai Ling dans : - Crinqué 2 : Sous haute tension (2005) : Ria - Dim Sum et funérailles (2008) : Dede - Kristen Bell dans : - Oublie Sarah Marshall (2008) : Sarah Marshall - Les fans (2009) : Zoe - Alexa Davalos dans : - Les Chroniques de Riddick (2004) : Kyra (Jack) - Brume (2007) : Sally - Aunjanue Ellis dans : - Ray (2004) : Mary Ann Fisher - La Couleur des sentiments (2011) : Yule Mae Davis | - Diane Kruger dans : - Troie (2004) : Hélène - Hors de moi (2011) : Gina - Shauna Macdonald dans : - La Descente (2005) : Sarah - La Descente 2 (2009) : Sarah - Rooney Mara dans : - Effets secondaires (2013) : Emily Taylor - Elle (2013) : Catherine - Julianne Nicholson dans : - L'Amour en Question (2004) : Alice - Le Temps d'un été (2013) : Ivy Weston - Tara Reid dans : - La Prisonnière du lac (2003) : Julianne - Folies de Graduation : La Réunion (2012) : Vicky Lathum - Keri Russell dans : - Une Femme en Colère (2005) : Emily Wolfmeyer - Mesures extraordinaires (2010) : Aileen Crowley - 2002 : Femmes sans ailes : Marije (Katya Gardner) - 2003 : La Forme des Choses : Jenny (Gretchen Mol) - 2003 : Morts de peur 2 : Rhonda (Marieh Delfino) - 2003 : Océan noir : Susan (Blanchard Ryan) - 2003 : L'amour n'a pas de prix : Yvonne Freeman (Nichole Robinson) - 2004 : Sept fois la chance : Fiona (Liane Balaban) - 2004 : Justice sauvage : Michelle Vaughn (Kristen Wilson) - 2004 : Le Village : Kitty Walker (Judy Greer) - 2004 : Sans Aviron : Butterfly (Christina Moore) - 2004 : 50 Façons de perdre l'amour : Allison (Poppy Montgomery) - 2004 : Échelle 49 : Margarita (Marja Allen) - 2004 : Haute Coiffure : Simone (Cee Cee Michaela) - 2004 : Rage Meurtrière : Jennifer Williams (Clea DuVall) - 2004 : Blade III : La Trinité : Sommerfield (Natasha Lyonne) - 2005 : Maléfice : Jenny (Mýa) - 2005 : Match parfait : Molly (Ione Skye) - 2005 : Catastrophe Naturelle: Tornade : Irina (Anya Lahiri) - 2005 : La Constance du jardinier : Birgit (Anneke Kim Sarnau) - 2005 : Domino : Domino Harvey (Keira Knightley) - 2005 : Entre elles et lui : Katherine (Annie Parisse) - 2005 : Décadence 2 : Addison Corday (Emmanuelle Vaugier) - 2005 : Oui, je le veux... pas! : Becka (Kate Ashfield) - 2005 : Transamerica : Sydney (Carrie Preston) - 2006 : Mon Ami l'Espion : Dr Claudette Amour (Musetta Vander) - 2006 : Destination ultime 3 : Erin Ulmer (Alexz Johnson) - 2006 : Incisions : Margaret (Jennifer Copping) - 2006 : Brick : Emily (Emilie de Ravin) - 2006 : Devoir Civique : Marla Allen (Kari Matchett) - 2006 : Seul avec elle : Jen (Jordana Spiro) - 2006 : Les garçons d'honneur : Sue (Brittany Murphy) - 2006 : Le marécage : Claire Holloway (Gabrielle Anwar) - 2006 : Un nom pour un autre : Moushumi (Zuleikha Robinson) - 2006 : Les Trailer Park Boys: Le Film : Lucie (Lucy Decoutere) - 2006 : Noël noir : Melissa Kitt (Michelle Trachtenberg) - 2007 : Cherche homme parfait : Mae Wilder (Piper Perabo) - 2007 : Underdog : Polly PureBred - 2007 : Bratz: le film : Meredith Baxter Dimly (Chelsea Staub) - 2007 : Jeunes adultes qui baisent : Abby (Kristin Booth) - 2007 : Désir, danger : Wang Jiazhi (Tang Wei) - 2007 : École pour filles : Taylor (Kathryn Drysdale) - 2007 : Fils à Maman : Nora Flannigan (Anna Faris) - 2008 : Le fantôme de son ex : Kate (Eva Longoria) - 2008 : Bienvenue à Bruges : Marie (Thekla Reuten) - 2008 : Gospel Hill : Rosie (Julia Stiles) - 2008 : Plein gaz : Brandy (Andrea Anders) - 2008 : Le projet Lazarus : Julie (Linda Cardellini) - 2008 : High School Musical 3 : La Dernière Année : Taylor McKessie (Monique Coleman) - 2008 : La dernière chance d'Harvey : Oonagh (Bronagh Gallagher) - 2009 : L'Effet papillon 3: Révélations : Vicky (Melissa Jones) - 2009 : Boogeyman 3 : Sarah (Erin Cahill) - 2009 : Vendredi 13 : Amanda (America Olivo) - 2009 : Jeux de pouvoir : Della Frye (Rachel McAdams) - 2009 : Des Vacances de Printemps d'Enfer : Mason (Sophie Monk) - 2009 : La fièvre des planches : Denise Dupree (Naturi Naughton) - 2009 : Clones : Bridget (Valerie Azlynn) - 2010 : Trop belle ! : Debbie (Jessica St. Clair) - 2010 : Six : Claire (Simone-Élise Girard) - 2010 : Coup fumant 2 : Le bal des assassins : Kaitlin « AK-47 » Tremor (Autumn Reeser) - 2010 : Mange, prie, aime : Sofi (Tuva Novotny) - 2010 : Piranha 3D : Danni Arslow (Kelly Brook) - 2010 : Jack en bateau : Lucy (Daphne Rubin-Vega) - 2010 : Burlesque de Steve Antin : Nathalie (Dianna Agron) - 2011 : Le Passe-Droit : Leigh (Nicky Whelan) - 2011 : Blitz : Elizabeth Falls (Zawe Ashton) - 2011 : Défi Bleu 2 : Tara (Sharni Vinson) - 2011 : Notre idiot de frère : Cindy Harris (Rashida Jones) - 2012 : StreetDance 2 : Bam Bam (Elisabetta di Carlo) - 2012 : Belles et rapides : Trix Warren (Lorraine Burroughs) - 2012 : Magic Mike : Brooke (Cody Horn) - 2013 : Oz, le magnifique : Evanora (Rachel Weisz) - 2013 : Le fusilier marin 3: L'invasion : Amanda Carter (Camille Sullivan) - 2013 : Philomena : Jane (Anna Maxwell Martin) - 2019 : Le Roi lion : Sarabi (Alfre Woodard) |

#### Films d'animation
- 2005 : Un Kronk nouveau genre : Mlle Birdwell
- 2009 : Monstres contre Aliens : Katie
- 2009 : Georges le petit curieux 2: Suivez ce singe : Mme Fisher
- 2009 : La Princesse et la Grenouille : Charlotte
- 2011 : Des mamans pour Mars : La mère de Milo
- 2011 : Rio : Linda
- 2012 : Le Lorax : La mère de Ted (voix et chant)
- 2013 : Alpha et Oméga 2 : Une nouvelle aventure : Princesse
- 2013 : La Reine des neiges : Bulda
- 2014 : Rio 2 : Linda
- 2015 : En route ! : Lucy Tucci
- 2016 : Les Trolls : DJ Suki
- 2019 : Le Film Lego 2 : Reine j'peux être c'que j'ai envie
- 2020 : En avant : La Manticore
- 2020 : Les Trolls 2 : Tournée mondiale : Reine Essence
- 2022 : Les Méchants : Mme Tarentule

### Télévision

#### Téléfilms
- Un étranger parmi nous (2004) : Elizabeth (Megan Fahlenbock)
- Mauvaises Intentions (2004) : Cerise (Melanie Nicholls-King)
- Isolement Meurtrier (2005) : Susan Mandaway (Sherilyn Fenn)
- La Noyade (2005) : Alexandra Kent Lambeth (Kristy Swanson)
- L'enlèvement (2007) : Paula Simms (Carrie Colak)
- Toile de mensonges (2009) : Spider / la serveuse (Kaniehtiio Horn)
- Énigme criminelle (2009) : Julia Carver (Tricia Helfer)
- La candidate idéale (2013) : Allison (Natalie Brown)
- La vie de Jack Layton (2013) : Anne McGrath (Wendy Crewson)

#### Séries télévisées
- 2001 - 2004 : Bienvenue à Paradise Falls : Pamela Harman (Cherilee Taylor)
- 2004 - 2005 : Brigade spéciale : Détective Samantha Walters (Sonja Bennett)
- 2004 - 2005 : Dark Oracle : Annie (Barbara Mamabolo)
- 2004 - 2006 : Les Leçons de Josh : Jennifer Chopra (Patricia McKenzie)
- 2004 - 2008 : Ma vie de star : Jude Harrison (Alexz Johnson)
- 2006 - 2007 : Intelligences : Francine Reardon (Camille Sullivan)
- 2008 - 2009 : Sophie Parker : Sophie Parker (Natalie Brown)
- 2009 : Hôtel Babylon : Juliet Miller (Anna Wilson-Jones)
- depuis 2013 : Orange Is the New Black : Alex Vause (Laura Prepon)
- depuis 2014 : Le Château de cartes : Rachel Posner (Rachel Brosnahan) (saison 2)

#### Séries d'animation
- 2004 : 6teen : Julie Maréchal
- 2005: Les Boondocks : Huey Freeman / Riley Freeman
- 2006 : Mon poison rouge : Mère de Beanie
- 2007 : Gofrette : Gofrette
- 2007 : Les Mystères de Richard Scarry : Cassis le chat
- 2007 : Chop Socky Chooks : Chick P
- 2011 : Les Frères Kratt : Koki
- 2013 : Colis de la Planète X : Amanda Highborne

### Podcast
- Voix off d'introduction du podcast De l'autre côté du plateau dédié aux jeux de société. Un podcast de son frère Martin Montreuil et de Martin Lafrenière.